# Yŏnt’an
Yŏnt’an (kor. 연탄군, Yŏnt’an-gun) – powiat w Korei Północnej, w północno-zachodniej części prowincji Hwanghae Północne. W 2008 roku liczył 73 032 mieszkańców. Graniczy z powiatami Suan i Yŏnsan na wschodzie, Sŏhŭng i Pongsan na południu, z miastem Sariwŏn i powiatem Hwangju na zachodzie oraz na północy z należącym administracyjnie do Pjongjangu powiatem Sang’wŏn. Gospodarka powiatu oparta jest na rolnictwie.

## Historia
Przed wyzwoleniem Korei spod okupacji japońskiej powiat wchodził w skład powiatu Hwangju. W grudniu 1952 roku miejscowości (kor. myŏn) należące do powiatu Hwangju: Gu'rak, Toch'i, Ingyo, 6 wsi należącej do powiatu Suan miejscowości Ryulgye oraz należące do powiatu Sŏhŭng miejscowości To, Sosa i Sep'yŏng, zostały włączone w skład nowo utworzonego powiatu Yŏnt’an, który składał się wówczas z miasteczka Yŏnt’an oraz 19 wsi. W 1990 roku należąca wcześniej do powiatu wieś Sŏngsan administracyjnie stała się częścią miasta Sariwŏn.

## Podział administracyjny powiatu
W skład powiatu wchodzą następujące jednostki administracyjne:
| Nazwa jednostki administracyjnej | Rodzaj jednostki administracyjnej | Chosŏn’gŭl | Hancha |
| -------------------------------- | --------------------------------- | ---------- | ------ |
| Yŏnt’an-ŭp                       | miasteczko                        | 연탄읍     | 燕灘邑 |
| Misan-ri                         | wieś                              | 미산리     | 眉山里 |
| Wollyong-ri                      | wieś                              | 월룡리     | 月龍里 |
| Kŭmbong-ri                       | wieś                              | 금봉리     | 金鳳里 |
| Toch'i-ri                        | wieś                              | 도치리     | 都峙里 |
| Ch'ilbong-ri                     | wieś                              | 칠봉리     | 七峰里 |
| Subong-ri                        | wieś                              | 수봉리     | 秀峰里 |
| Ch'angmae-ri                     | wieś                              | 창매리     | 昌梅里 |
| Pongjae-ri                       | wieś                              | 봉재리     | 鳳在里 |
| P'ungdam-ri                      | wieś                              | 풍답리     | 豊沓里 |
| Sinhŭng-ri                       | wieś                              | 신흥리     | 新興里 |
| Singŭm-ri                        | wieś                              | 신금리     | 新金里 |
| Obong-ri                         | wieś                              | 오봉리     | 五峰里 |
| Munhwa-ri                        | wieś                              | 문화리     | 文化里 |
| Sŏngmae-ri                       | wieś                              | 성매리     | 城梅里 |
| Jang'un-ri                       | wieś                              | 장운리     | 長雲里 |
| Songjuk-ri                       | wieś                              | 송죽리     | 松竹里 |